# Rottnest Island
Rottnest Island (ou île Rottnest) est une île australienne située à neuf milles nautiques (17 km) de la côte de l'Australie-Occidentale, près de Fremantle et de Perth.
D'une longueur de 11 kilomètres et d'une largeur maximale de 4,5 kilomètres, elle fait 19 km2  de surface. Elle est classée réserve naturelle et il ne peut y avoir de propriété privée.
Rottnest Island était habitée par les aborigènes depuis environ 30 000 ans, rattachée au continent jusqu'il y a 7 000 ans où elle en a été séparée par la montée des eaux. Elle n'avait plus d'habitants à l'arrivée des Européens au XVIIe siècle mais on retrouve des vestiges d'occupation humaine remontant de 6 500 ans à 30 000 ans.
En langage aborigène noongar, l'île porte le nom de Wadjemup.

## Histoire
L'île est explorée par différents marins hollandais à partir de 1610, notamment Frederick de Houtman en 1619, puis les trois navires Waekende Boey, Elburg et Emeloort en 1658. L'île doit son nom au capitaine hollandais Willem de Vlamingh le 29 décembre 1696. Il avait décrit le marsupial local : le quokka comme un gros rat (« Rottnest » signifiant « nid à rats » en hollandais).
D'autres explorateurs s'arrêtèrent sur l'île : le français Nicolas Baudin en 1801 et 1803, Philip Parker King en 1822 et le capitaine anglais James Stirling en 1827. À l'époque ils ont tous décrit l'île comme boisée, ce qui n'est plus le cas aujourd'hui.
En 1830, peu après la création de la colonie britannique de la Swan River près de Fremantle, un colon Robert Thomson s'installa sur l'île avec femme et enfants : il y créa des prairies à l'Ouest du lac et exploita le sel des différents lacs de l'île qu'il exporta vers le continent où il jouait un grand rôle pour la conservation des aliments.
Le campement de « Thomson Bay » à l'extrémité Est de l'île, lui doit son nom.
D'août 1838 jusqu'en 1931, des prisonniers aborigènes furent envoyés sur l'île ; elle servit d'établissement pénitentiaire pour les aborigènes du continent condamnés pour vol de bétail, incendie de forêt ou vol de légumes. On estime à 369 le nombre d'aborigènes enterrés sur l'île et à 3 700 le nombre total de prisonniers aborigènes ayant séjourné sur l'île.

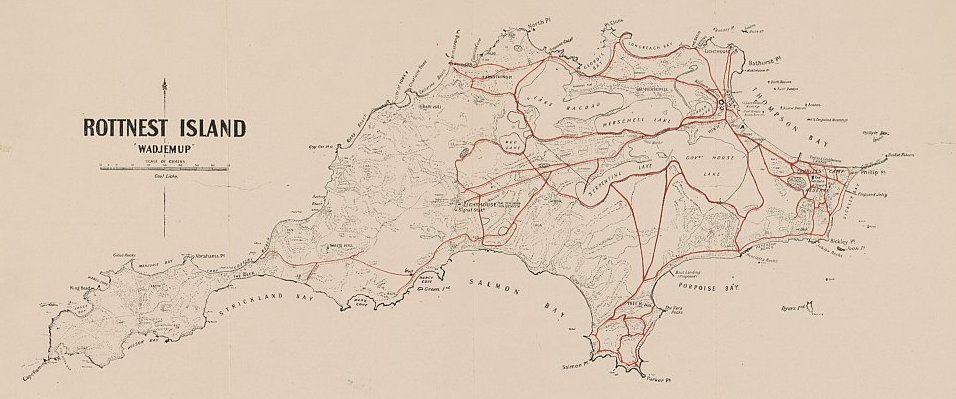
Carte de l'île Rottnest dans les années 1920.

Pendant les deux guerres mondiales l'île fut utilisée comme prison pour les ennemis : Allemands et Autrichiens pendant la Première Guerre mondiale, Italiens pendant la Seconde.
Durant ce dernier conflit, deux batteries de canons furent également installées : au sommet de la colline de Oliver Hill, une éminence située au centre de l'île et à Bickley.

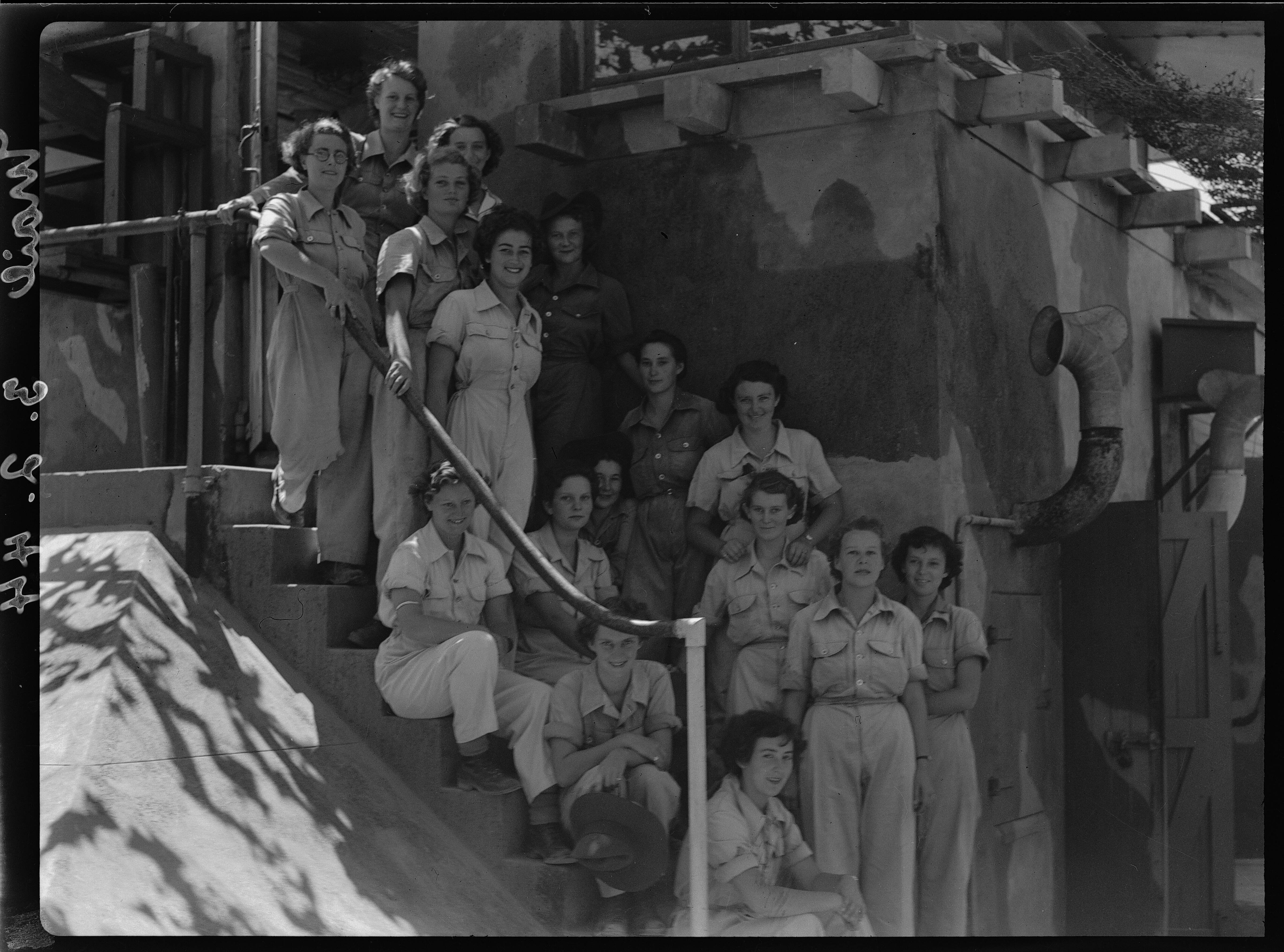
1941 : travailleuses du poste de commandement de la batterie Bickley, pour défendre le port de Fremantle.

## Tourisme

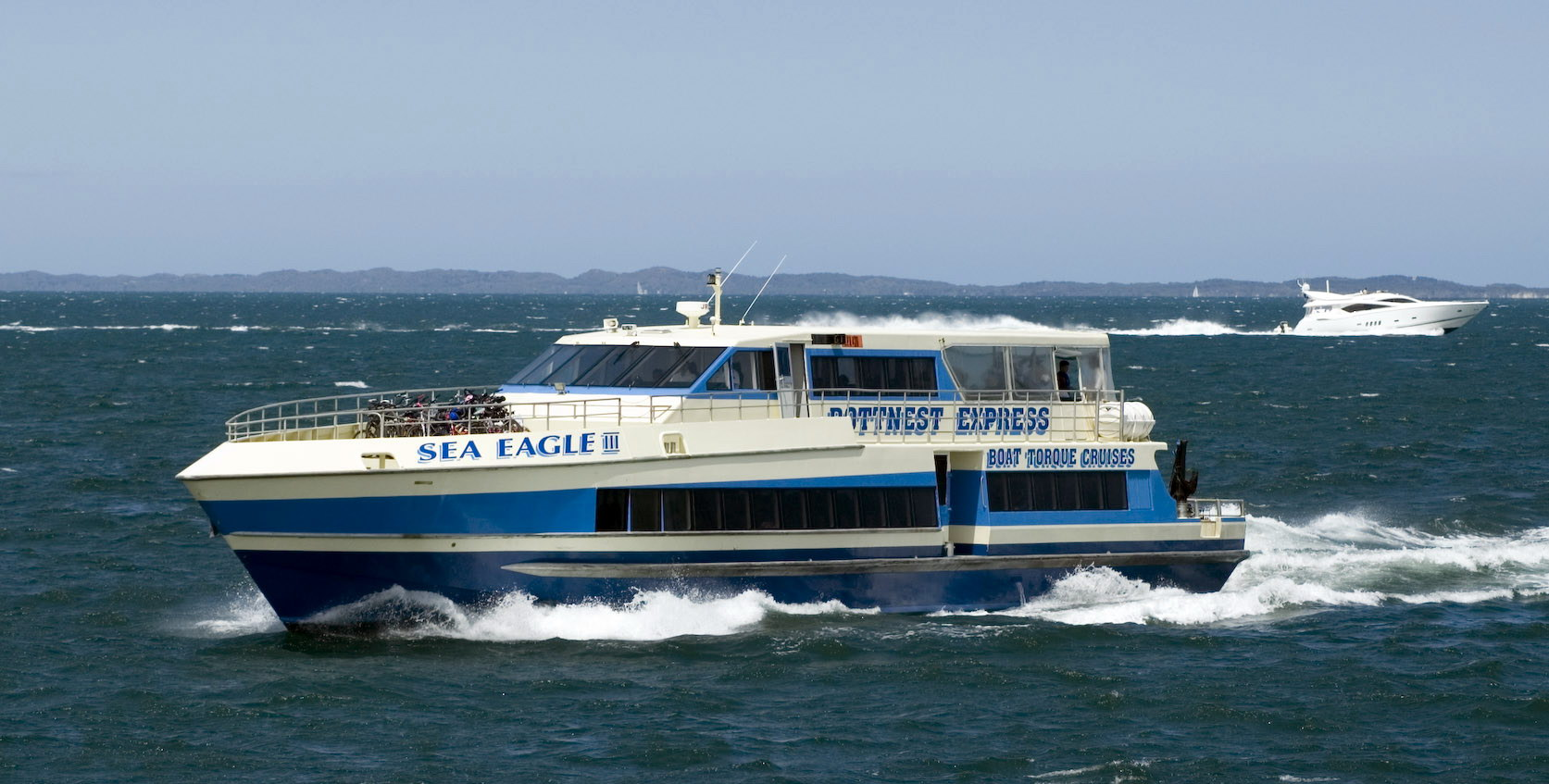
Ferry reliant Rottnest Island à Fremantle.

À l'heure actuelle, l'île compte environ 300 habitants travaillant pour la plupart dans le secteur du tourisme, prépondérant sur l'île. De nombreux touristes du continent y séjournent en été, la population pouvant alors passer à près de 15 000 personnes. Annuellement, ce sont environ 500 000 personnes qui séjournent sur l'île. 70 % des visiteurs limitent leur séjour à une journée : l'île est en effet reliée au continent par des bacs assurant plusieurs fois par jour la liaison entre le port de Rottnest et les villes de Perth, Fremantle et Hillarys.
Les principales activités sur Rottnest Island sont les promenades à vélo (les véhicules à moteur sont interdits), la baignade, la pêche et la plongée sous-marine.
Certaines régions de l'île sont également propices au surf : ainsi, Strickland Bay, Salmon Bay, Stark Bay ou Rocky Bay, dans la partie occidentale de l'île, sont des endroits fréquentés.
La présence de dangereux récifs entourant l'île fut la cause de nombreux naufrages au cours des siècles passés. Ceci explique la présence de plusieurs épaves à proximité des côtes, celles-ci étant devenues des attractions touristiques. Parmi celles-ci notons l'épave du trois-mâts Mira Flores, au large de la Lady Edeline Beach. Ce navire sombra en 1886.
Dans la partie orientale de l'île, les Henrietta Rocks ont causé le naufrage de trois navires. Enfin, dans la partie septentrionale de l'île, la City of York Bay porte le nom d'un navire qui y fit naufrage en 1899. Plusieurs expositions consacrées à ces épisodes de l'histoire locale sont visibles au Rottnest Museum.

## Galerie

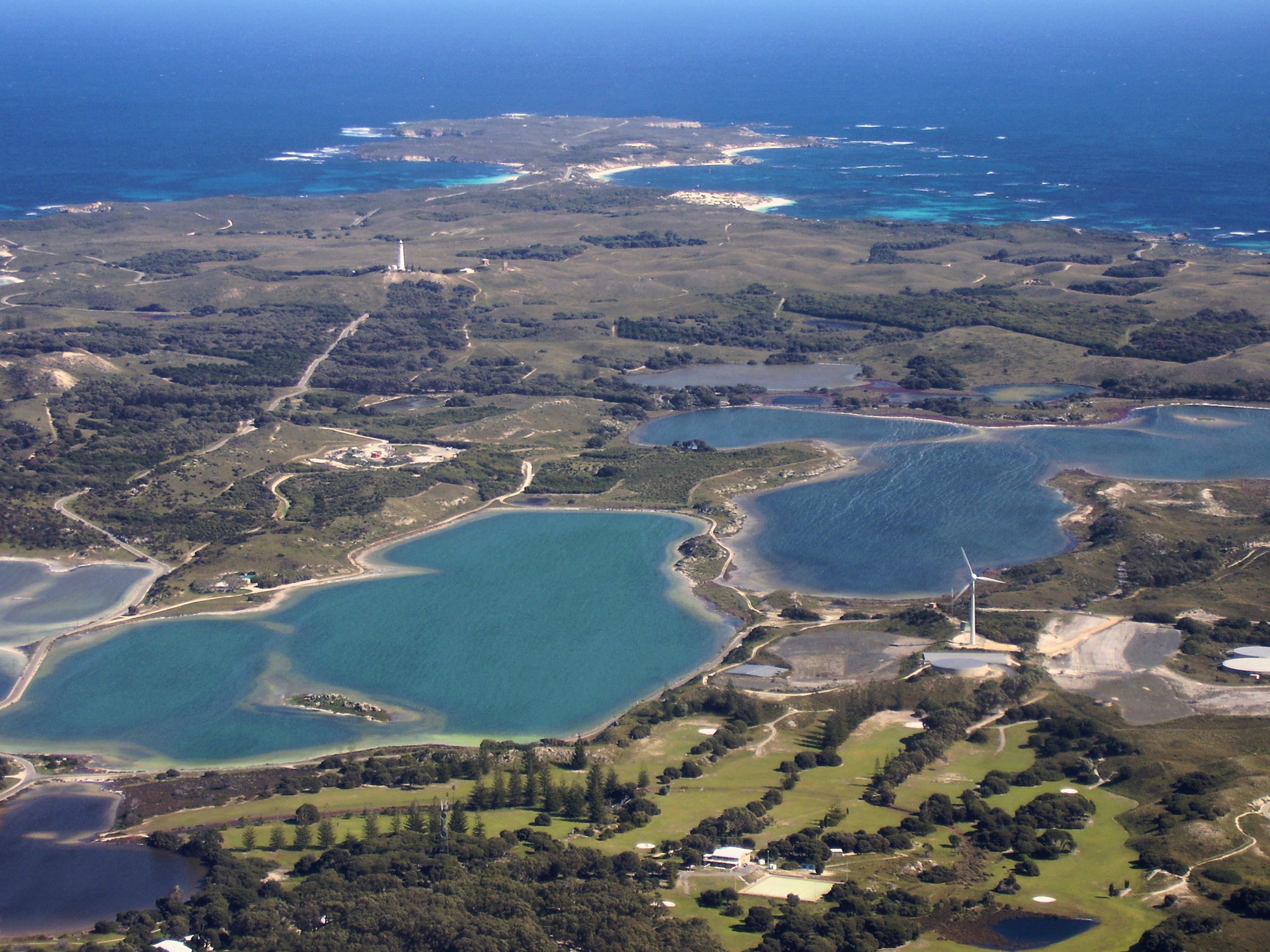
Vue aérienne des lacs salés de l'île.
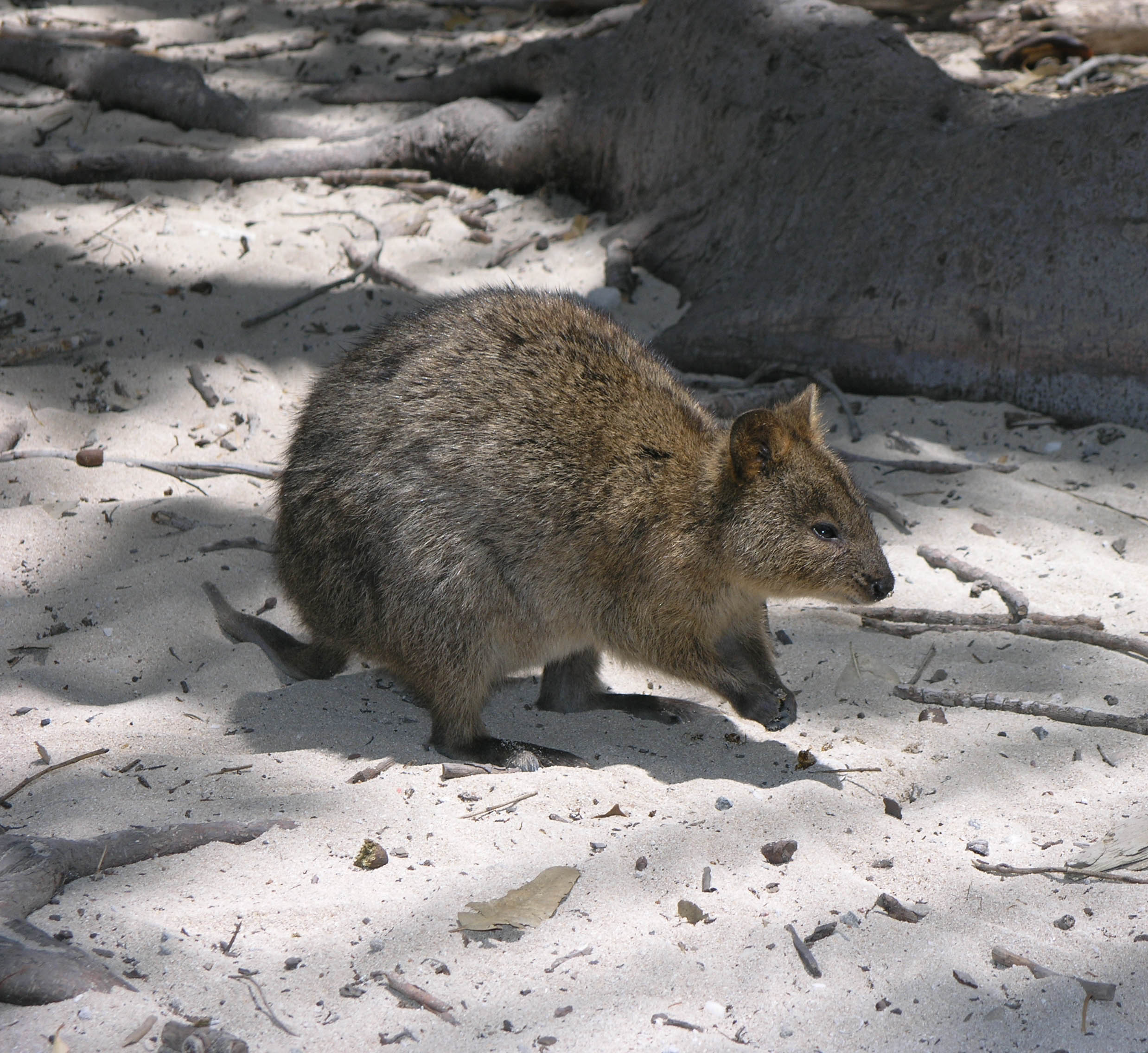
Quokka de Rottnest.
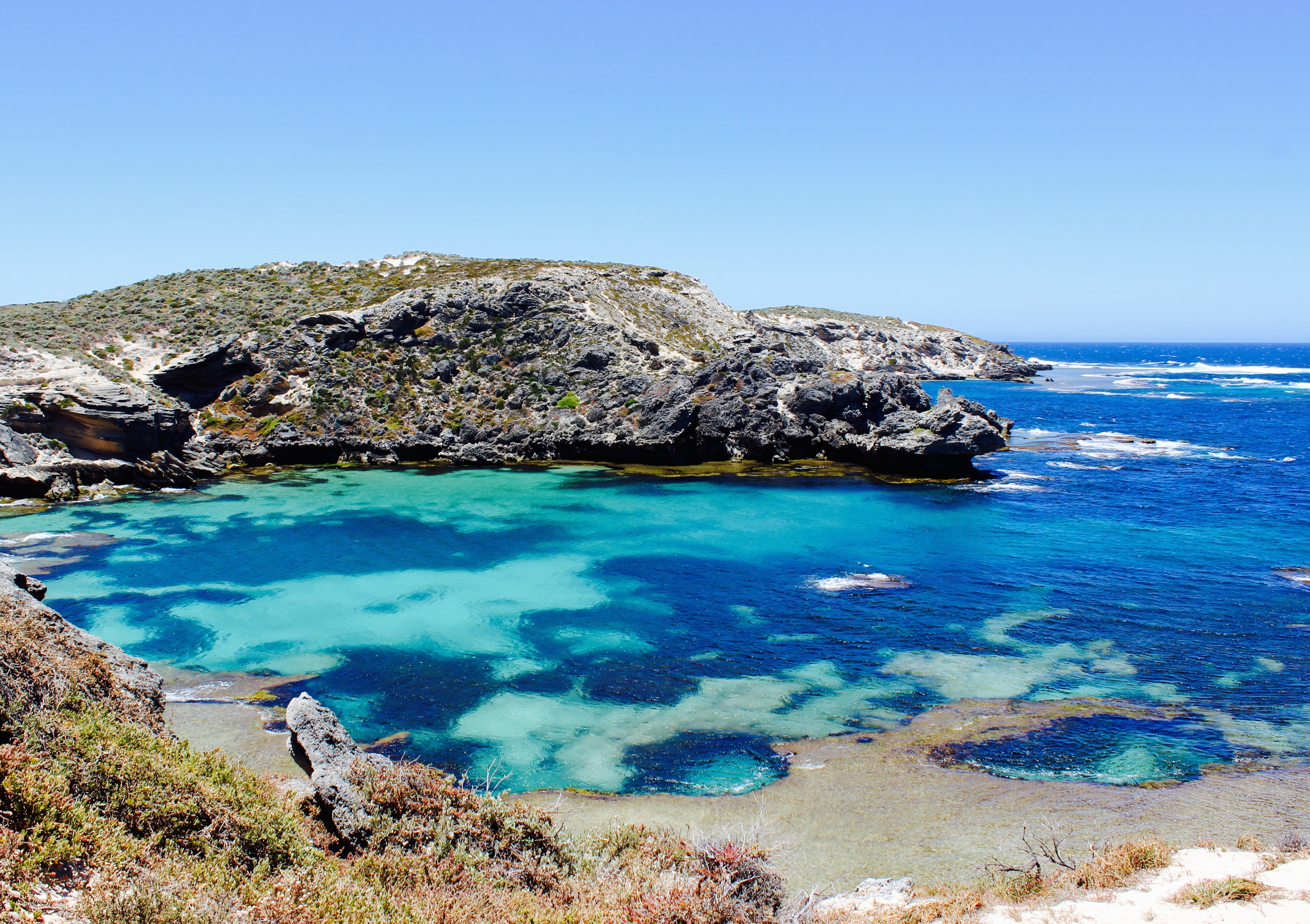
Côte de l'île.
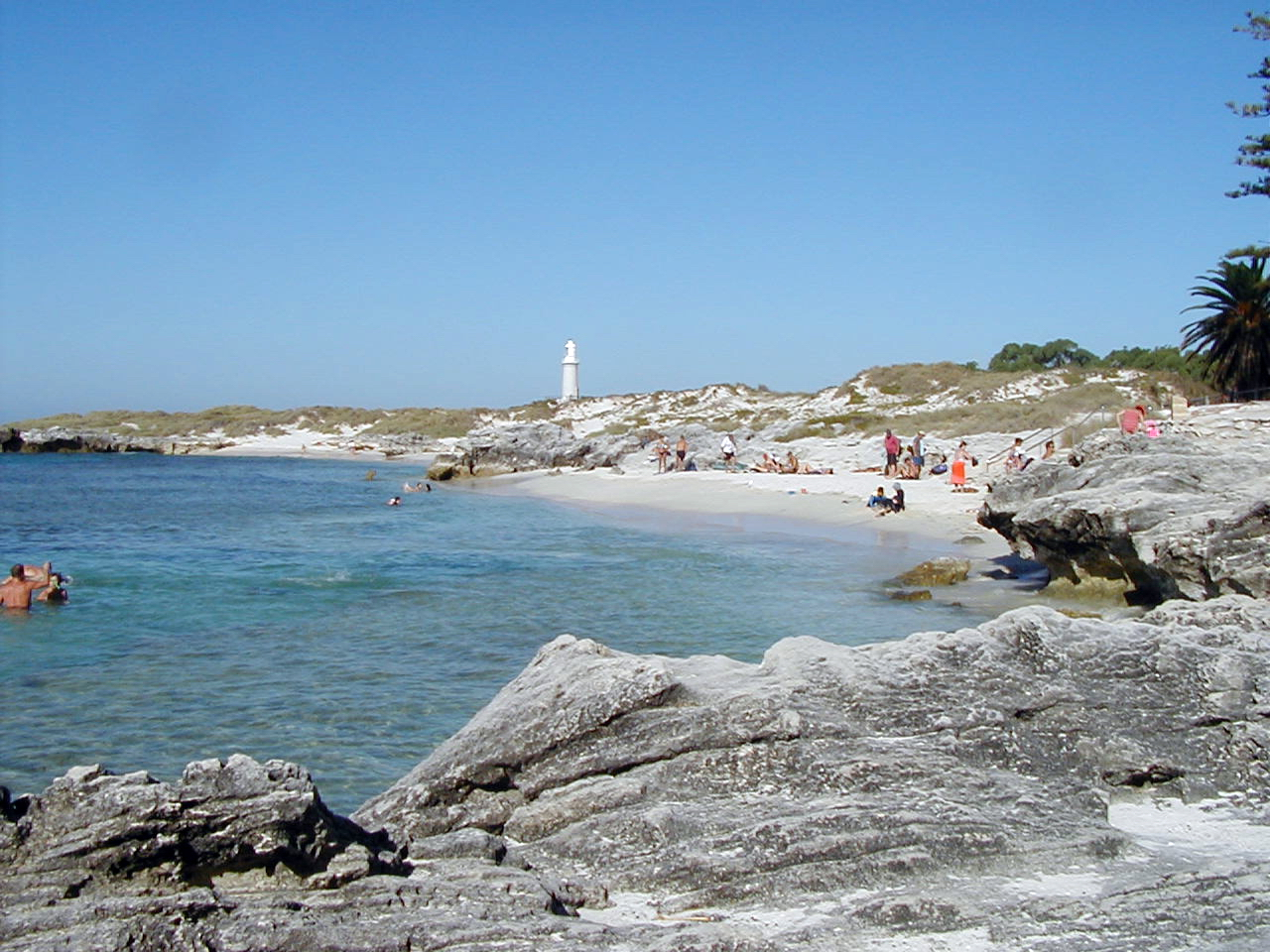
Bassin et phare de Bathurst.